# 7 juin 1914
Le 7 juin 1914 est le 158e jour de l'année 1914 du calendrier grégorien. Il s'agit d'un dimanche.

## Événements
- Début de la Semaine rouge, une insurrection populaire italienne contre les réformes de Giovanni Giolitti[1]. Un congrès anti-militariste se réunit à Ancône le 7 juin et organise une manifestation illégale sur la Piazza Roma : la police tire sur les participants. Une grève générale s'ensuit pendant près d'une semaine sans que les syndicats ne parviennent à faire faiblir les autorités. Benito Mussolini, alors militant anarchiste, est l'un des initiateurs de ce mouvement éphémère.
- Inauguration officielle de la Synagogue de la rue Pavée. Elle était déjà en service depuis octobre 1913. Joël Leib HaLevi Herzog devient son premier rabbin[2]

## Naissances
- Boris Levitan (mort le 4 avril 2004), mathématicien russe
- Boubaker Ben Yahia (mort le 13 mars 2001), pharmacien tunisien
- Charles Bory (mort le 19 décembre 1991), écrivain et poète vaudois
- Ernst Bader (mort le 10 août 1999), acteur allemand
- Florian Grzechowiak (mort le 24 juillet 1972), joueur de basket-ball polonais
- George Juskalian (mort le 4 juillet 2010), militaire américain
- Khwaja Ahmad Abbas (mort le 1er juin 1987), réalisateur indien